# Холл, Джиллиан
Джи́ллиан Фэй Холл (англ. Jillian Faye Hall, в девичестве Фле́тчер (англ. Fletcher); род. 6 сентября 1980 года) — бывшая американская женщина-рестлер и валет, наиболее известная по работе в WWE.

## Карьера
Дебютное выступление Джилиан Холл состоялось в 1998 году. В октябре 2009 года, она выиграла титул чемпиона Див WWE, но проиграла его Мелине в этот же день. Холл уволена из WWE в ноябре 2010 года.

## Личная жизнь
24 июля 1999 года Джилилан вышла замуж за рестлера Тима Холл, в начале 2000 года родила их дочь и вскоре с ним развелась.
С 10 сентября 2010 года Холл замужем во второй раз за Майком Фарол, с которым не живёт вместе с апреля 2012 года. В марте 2011 года она перенесла выкидыш, будучи на 14-й недели беременности с их первенцем, своим вторым ребёнком.

## Титулы и награды
- Blue Water Championship Wrestling
  - BWCW Women's Championship (1 раз)
- Canadian International Wrestling
  - CIW Indy Women's Championship (1 раз)
- GLORY Wrestling
  - GLORY Championship (1 раз)
- Hoosier Pro Wrestling
  - HPW Cruiserweight Championship (1 раз)
  - HPW Ladies' Championship (1 раз)
- Mid-States Championship Wrestling
  - MCW Mid-American Championship (1 раз)
- Professional Girl Wrestling Association
  - PGWA Championship (1 раз)
- Pro Wrestling Xtreme
  - PWX Women's Championship (1 раз)
- Southern States Wrestling
  - SSW Women's Championship (1 раз)
- Superstar Wrestling Federation
  - SWF Tag Team Championship (2 раза) – с Randy "The King" Allen (1) и Pyro (1)
  - SWF Women's Championship (1 раз)
- Women's Wrestling Alliance
  - WWA Women's Championship (1 раз)
- World Wrestling Entertainment
  - WWE Divas Championship (1 раз)
- Wrestling Observer Newsletter
  - Worst Gimmick (2005)